# IFNL2
IFNL2 (англ. Interferon lambda 2) – білок, який кодується однойменним геном, розташованим у людей на довгому плечі 19-ї хромосоми. Довжина поліпептидного ланцюга білка становить 200 амінокислот, а молекулярна маса — 22 288.
| 10         |  | 20         |  | 30         |  | 40         |  | 50         |
| ---------- |  | ---------- |  | ---------- |  | ---------- |  | ---------- |
| MKLDMTGDCT |  | PVLVLMAAVL |  | TVTGAVPVAR |  | LHGALPDARG |  | CHIAQFKSLS |
| PQELQAFKRA |  | KDALEESLLL |  | KDCRCHSRLF |  | PRTWDLRQLQ |  | VRERPMALEA |
| ELALTLKVLE |  | ATADTDPALV |  | DVLDQPLHTL |  | HHILSQFRAC |  | IQPQPTAGPR |
| TRGRLHHWLY |  | RLQEAPKKES |  | PGCLEASVTF |  | NLFRLLTRDL |  | NCVASGDLCV |
|            |  |            |  |            |  |            |  |            |

A: Аланін

C: Цистеїн

D: Аспарагінова кислота

E: Глутамінова кислота

F: Фенілаланін

G: Гліцин

H: Гістидин

I: Ізолейцин

K: Лізин

L: Лейцин

M: Метіонін

N: Аспарагін

P: Пролін

Q: Глутамін

R: Аргінін

S: Серин

T: Треонін

V: Валін

W: Триптофан

Кодований геном білок за функцією належить до цитокінів. 
Задіяний у такому біологічному процесі, як противірусний захист. 
Секретований назовні.